# 怒江紫菀
怒江紫菀（学名：Aster salwinensis）是菊科紫菀属的植物。分布在缅甸以及中国大陆的四川、云南、西藏等地，生长于海拔3,300米至4,570米的地区，多生在高山山坡或石砾地，目前已由人工引种栽培。